# 偏倚関数
偏倚関数（へんいかんすう、英: Departure function）は、任意の熱力学的性質について、理想気体として計算した値と、実際の状態での値との差として定義される。一般的に使用される偏倚関数には、エンタルピー（enthalpy）、エントロピー（entropy）、内部エネルギー（internal energy） などがある。
偏倚関数は、実在流体の広義熱力学特性（extensive properties）を求める際に用いられる。広義熱力学特性とは、2つの状態間の差分として計算される性質を指す。偏倚関数は、次のような状態の差を表す。
- 実在流体の特性値（有限の体積、非ゼロの圧力・温度）
- 理想気体の特性値（通常、ゼロ圧力または無限大体積）

この差を計算することで、実在流体の振る舞いを理想気体の基準と比較し、より正確な熱力学的特性を求めることができる。
エンタルピー変化h（v1,T1）からh（v2,T2）を求める際には、次の手順で計算を行う。まず、T = T1において、体積v1から無限大体積までの出発関数を求める。これは、実在流体と理想気体のエンタルピーの差を表す。次に、温度T1からT2への理想気体エンタルピー変化を計算し、先ほどの値に加える。そして、v2において、体積  から無限大体積までの偏倚関数を求める。最後に、この値を前の計算結果から引く。
偏倚関数は、状態方程式とその導関数 に依存する関数を積分することで求められる。これにより、理想気体状態からの偏差を正確に求めることができる。

## 一般式
エンタルピー、エントロピー、およびギブズ自由エネルギーの一般式は次のとおりである。
{\displaystyle {\begin{aligned}{\frac {H^{\mathrm {ig} }-H}{RT}}&=\int _{V}^{\infty }\left[T\left({\frac {\partial Z}{\partial T}}\right)_{V}\right]{\frac {dV}{V}}+1-Z\\[2ex]{\frac {S^{\mathrm {ig} }-S}{R}}&=\int _{V}^{\infty }\left[T\left({\frac {\partial Z}{\partial T}}\right)_{V}-1+Z\right]{\frac {dV}{V}}-\ln Z\\[2ex]{\frac {G^{\mathrm {ig} }-G}{RT}}&=\int _{V}^{\infty }(1-Z){\frac {dV}{V}}+\ln Z+1-Z\end{aligned}}}

## ペン・ロビンソンの状態方程式における偏倚関数
ペン・ロビンソンの状態方程式は、圧力P、温度T、およびモル体積Vmという三つの相互に依存する状態量の関係を表す。この状態量（P、Vm、T）を用いることで、1モルあたりのエンタルピー（h）およびエントロピー（s）の偏倚関数を求めることができる。
{\displaystyle {\begin{aligned}h_{T,P}-h_{T,P}^{\mathrm {ideal} }&=RT_{C}\left[T_{r}(Z-1)-2.078(1+\kappa ){\sqrt {\alpha }}\ln \left({\frac {Z+2.414B}{Z-0.414B}}\right)\right]\\[1.5ex]s_{T,P}-s_{T,P}^{\mathrm {ideal} }&=R\left[\ln(Z-B)-2.078\kappa \left({\frac {1+\kappa }{\sqrt {T_{r}}}}-\kappa \right)\ln \left({\frac {Z+2.414B}{Z-0.414B}}\right)\right]\end{aligned}}}
ここで、Trは減少温度、Prは縮約圧力、Zは圧縮率因子であり、{\displaystyle \alpha }はペン・ロビンソンの状態方程式で定義される。
{\displaystyle \kappa =0.37464+1.54226\;\omega -0.26992\;\omega ^{2}}
{\displaystyle B=0.07780{\frac {P_{r}}{T_{r}}}}
通常、これら三つの状態量（P、Vm、T）のうち二つは既知であり、残りの一つを状態方程式を用いて求める必要がある。そのためには、対象とする物質の臨界温度Tc、臨界圧力Pc、および偏心因子ωの三つの定数を知る必要がある。しかし、これらの定数が分かれば、上記の式ですべてを評価でき、エンタルピーおよびエントロピーの減少量を求めることができる。